# Sanchursky (huyện)
Huyện Sanchursky (tiếng Nga: ? райо́н) là một huyện hành chính tự quản (raion), của Tỉnh Kirov, Nga. Huyện có diện tích 1524 kilômét vuông, dân số thời điểm ngày 1 tháng 1 năm 2000 là 14600 người. Trung tâm của huyện đóng ở Sanchursk.